# 의안 (생체공학)

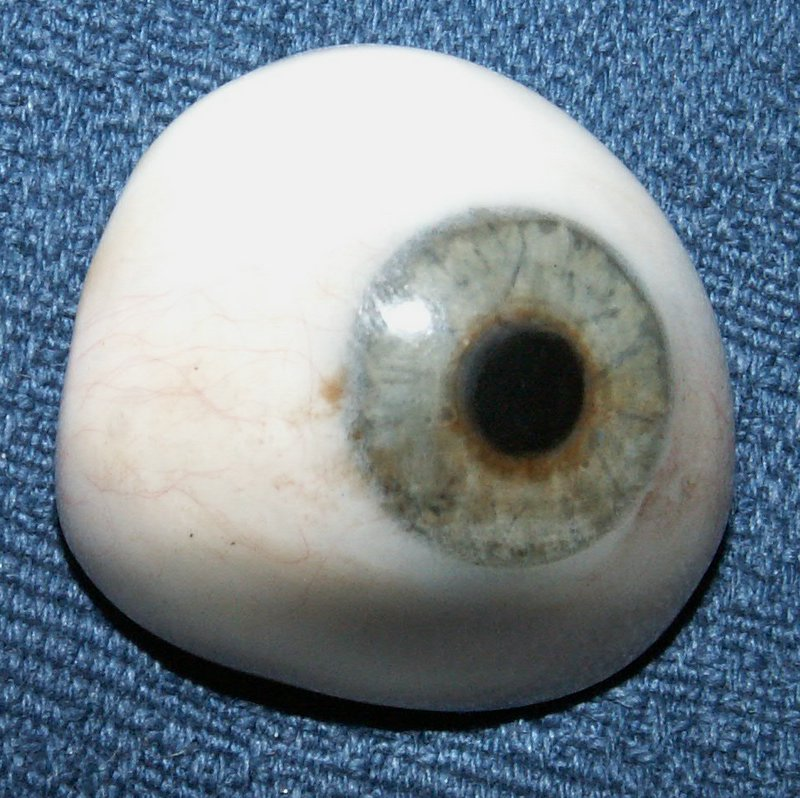
인간을 위해 제작된 의안

의안(義眼, ocular prosthesis, artificial eye, glass eye)은 안구적출술 등으로 인해 존재하지 않는 자연 안구를 대체하는 두개안면 인공삽입물이다.
발견된 가장 오래된 의안의 증거는 이란의 샤르에 수헤테의 한 여성에게서 발견되었으며, 기원전 2900~2800년으로 거슬러 올라간다.